# Harbansus
Harbansus is een geslacht van kreeftachtigen uit de klasse van de Ostracoda (mosselkreeftjes).

## Soorten
- Harbansus barnardi Kornicker, 1978
- Harbansus bowenae Kornicker, 1978
- Harbansus bradmyersi Kornicker, 1978
- Harbansus dayi Kornicker, 1978
- Harbansus felix Kornicker, 1995
- Harbansus ferox Kornicker, 1992
- Harbansus flax Kornicker in Kornicker & Thomassin, 1998
- Harbansus hapax Kornicker, 1995
- Harbansus hox Kornicker, Harrison-Nelson & Coles, 2007
- Harbansus magnus Kornicker, 1984
- Harbansus mayeri Kornicker, 1978
- Harbansus ningalooi Karanovic, Orduña-Martínez & Ardisson, 2014
- Harbansus paucichelatus (Kornicker, 1958) Kornicker, 1978
- Harbansus rhabdion (Kornicker, 1970) Kornicker, 1978
- Harbansus schornikovi (Kornicker & Caraion, 1977) Kornicker, 1978
- Harbansus slatteryi Kornicker, 1983
- Harbansus tenax Kornicker, 1995
- Harbansus thrix Kornicker, 1992
- Harbansus vatrax Kornicker, 1995
- Harbansus vix Kornicker, 1991
- Harbansus vortex Kornicker, 1995